# Dolophron nemorati
Dolophron nemorati är en stekelart som beskrevs av Horstmann 1978. Dolophron nemorati ingår i släktet Dolophron och familjen brokparasitsteklar. Inga underarter finns listade i Catalogue of Life.